# El Cerro 1ra. Sección
El Cerro 1ra. Sección är en ort i Mexiko.   Den ligger i kommunen Pichucalco och delstaten Chiapas, i den sydöstra delen av landet, 700 km öster om huvudstaden Mexico City. El Cerro 1ra. Sección ligger 199 meter över havet och antalet invånare är 242.
Terrängen runt El Cerro 1ra. Sección är kuperad. Runt El Cerro 1ra. Sección är det ganska tätbefolkat, med 67 invånare per kvadratkilometer. Närmaste större samhälle är Pichucalco, 2,4 km nordost om El Cerro 1ra. Sección. Trakten runt El Cerro 1ra. Sección består till största delen av jordbruksmark.